# 500-kroneseddel
En 500-kroneseddel er den største pengeseddel i Danmark og var den næststørste fra 1975 til 2025. Den omtales til tider også som en plovmand, efter sedlens tidligere motiv.

## Nuværende seddel (serie 2009)
Udsendt 15. februar 2011. Sedlen måler 72 mm. × 155 mm. Farven er blå. 

### Forside
Forsiden på den nuværende 500-kroneseddel forestiller Dronning Alexandrines Bro eller Mønbroen, som  indviedes i Ulvsund mellem Møn og Sjælland i 1943. Broen er 746 meter lang.
Forsiden viser et vandmærke  af et vikingeskib fundet i Roskilde Fjord, og den indeholder også et hologram nederst til venstre, som forestiller Keldbyspanden, som findes på bagsiden af sedlen.
Forsiden skriver sedlens navn både som tal: “500” og som bogstaver: “FEM HUNDREDE KRONER”.
Broen og teksten “500 FEM HUNDREDE KRONER” er trykt i kobbertryk, som er en særlig slags tryk, som kan føles med fingrene pga. de dybe graveringer i trykstemplet. Derimod er bronzespanden på bagsiden trykt med normalt tryk, der ikke kan føles.

### Bagside
Bagsiden indeholder et billede af en bronzespand fra Keldby, som blev fundet ved pløjning i nærheden af ’Trehøje’. I en folder, der blev husstandsomdelt, lå Keldby på kortet på den forkerte side af Stege Nor.
Spanden blev formentlig lavet ca. 300 f.Kr. Man har fundet spande, som ligner, i området omkring Sortehavet, så spanden kan have været fremstillet i området omkring Grækenland eller Makedonien, da den er udsmykket med ornamentik og figurer, der er efter græske forbilleder.
Bagsiden har også et kort over Møn, så man kan se broens og spandens placering i forhold til hinanden.
Endelig indeholder bagsiden nogle sikkerhedselementer: en vinduestråd; en sikkerhedstråd, som kan ses, når sedlen holdes op mod lyset; og en i Møn-kortet tætskrevet mikroskrift med teksten "500KRONER" som kun kan læses med forstørrelsesglas.

## Serie 1997
Udsendt 12. september 1997. Opgraderet 24. September 2003 med hologram og fluorescerende farver. Måler 72 mm × 155 mm. Farven er blå. 

### Forside
På sedlens forside kunne man se den verdensberømte danske atomfysiker Niels Bohr, som vandt Nobelprisen i fysik i 1922, og han er desuden en af de få, uden for kongefamilien, der har modtaget Elefantordenen.
Niels Bohr røg pibe på billedet, og det vakte stor opstand hos Kræftens Bekæmpelse, da sedlen blev udsendt.
Omkring Niels Bohr, kan man også se symbolet for Yin og yang, i blå og orange. Symbolet findes på Niels Bohrs våbenskjold.
Der er desuden på forsiden skjult et vandmærke (også med Niels Bohr), en sikkerhedstråd (som bliver synlig, når sedlen holdes op mod lyset), en afbrudt vinduestråd samt et gemt billede i øverste venstre hjørne, som forestiller romertallet D, tallet 500 og et atom (forbundet med Niels Bohr). Sedlen har desuden fluorescerende farver..

### Bagside
På den anden side af sedlen kunne man se et motiv med en kæmpende ridder og en drage, inspireret af et relief fra en af siderne på døbefonten i Lihme Kirke..

## Serie 1972
Udsendt 18. april 1974. Sedlen måler 164 mm × 85 mm. Farven er gråblå

### Forside
Portrættet på forsiden forestiller den holstenske adelsdame Franziska Genoveva von Qualen.
Portrættet er inspireret af et maleri fra 1772 af Jens Juel. Maleriet kan ses på Museet på Ahrensburg i Holsten i Tyskland. Vandmærket forestiller et portræt af Jens Juel.

### Bagside
Markfirbenet (Lacerta agilis) på bagsiden er inspireret af en tegning af arkitekten Ib Andersen.

## Portræt- og landskabsserien
Udsendt 2. Juni 1964. Sedlen måler 175 mm × 90 mm. Farverne er grøn og blåsort

### Forside
Til venstre er der et portræt af stavnsbåndets ophæver og gehejmestatsminister Christian Ditlev Frederik Reventlow, inspireret af et maleri af C.A. Jensen. Til højre er der et billede af en plovmand, ligesom der var i 1910. Plovmanden er tegnet af Ib Andersen. Vandmærket viser tallet "500" samt en bølget kant.

### Bagside
Bagsiden forestiller et billede af Roskilde, set fra Roskilde Fjord, også tegnet af Ib Andersen.

## Heilmannserien
Udsendt 1910
Pengeombytning 23. juli 1945 (sedler før denne ombytning er ikke gyldige)
Inddraget siden 2. april 1964
Måler 174 mm × 108 mm
Farven i 1910 var gråblå
Farven i 1945 var hindbærrød

### Forside
Forsiden viser et billede af en mand bag en hestetrukket plov, hvor der ses fugle og træer i baggrunden. Dermed fik 500-kroneseddel sit berømte navn: Plovmand.
Plovmanden var tegnet af maleren Gerhard Heilmann, som har givet navn til hele seddelserien.

### Bagside

#### 1910
Bagsiden forestillede Danmarks rigsvåben, med de tre løver og ni hjerter og kronen
 Dette afsnit eller denne liste er kun påbegyndt. Hvis du ved mere om emnet, kan du hjælpe Wikipedia ved at tilføje mere.

#### 1945
Bagsiden af sedlen efter ombytningen viser – ligesom den forrige –  Danmarks rigsvåben.
Om rigsvåbenet ses tre guillocherede rosetter i farven brun, hvorpå der er trykt mindre guillocherede rosetter i farven sort
guilloche er et fransk ord og bruges om ornamentikken, som er et geometrisk detaljeret og derfor et sikkerhedselement

## Den første 500-kroneseddel
Udsendt 1875
Inddraget 1910
Måler 185 mm × 105 mm
Den første 500-kroneseddel var en omtegnet 100-rigsbankdalerseddel fra 1845 i stålgrå

### Forside
På forsiden var guderne Merkur for handel og Neptun for søfart, tegnet af G.F. Hetsch

### Bagside
Bagsiden forestillede Danmarks rigsvåben samt tegninger af H.C. Ørsted og Bertel Thorvaldsen af N. Fristrup.

## "Plovmandens" historie
500-kronesedlen fik sit tilnavn, da man i 1910 satte Danmarks anden 500-kroneseddel i omløb. Sedlen indgik i en serie pengesedler, som Gerhard Heilmann (1859-1946) tegnede. Her blev 500-kronesedlen udstyret med en tegning af en mand, der pløjer med tospand som et symbol på Danmark som landbrugsland. En mundtlig overlevering fortæller, at tegningen blev til efter en levende model.
I 1964 kom en ny 500-kroneseddel i omløb, og også denne havde en plovmand som motiv, selvom landbrugets position i det danske samfund var blevet mindre dominerende og pløjning med hestekraft var blevet sjældnere. 
Tegneren Ib Andersen (1907-1969) fandt sit motiv under efterårspløjning i 1959 på en mark nær Fredensborg.
Først med 500-kronesedlen fra 1974 forsvandt plovmanden fra sedlen, men betegnelsen plovmand lever videre.

## Reference
1. ↑  Nationalbanken: Virtuel tur, 500-kronesedlens sikkerhedselementer Arkiveret 24. august 2018 hos  Wayback Machine
2. ↑  www.sn.dk, 13. august 2009 – Nationalbanken begik en brøler (Webside ikke længere tilgængelig)
3. 1 2  Nationalbanken: 500-kroneseddel, Serie 2009 Arkiveret 25. maj 2018 hos  Wayback Machine
4. 1 2  Den Store Danske: 500-kroneseddel
5. 1 2  Nationalbanken: 1997-seriens 500-kroneseddel Arkiveret 17. juni 2019 hos  Wayback Machine
6. 1 2  Nationalbanken: 500-kronesedlen 1972 Arkiveret 24. august 2018 hos  Wayback Machine
7. ↑  Nationalbanken: Plovmandens historie Arkiveret 21. november 2009 hos  Wayback Machine
8. ↑  Nationalbanken: 500-kroneseddelen 1945 Arkiveret 24. august 2018 hos  Wayback Machine